# Polybetes parvus
Polybetes parvus là một loài nhện trong họ Sparassidae.
Loài này thuộc chi Polybetes. Polybetes parvus được miêu tả năm 1914 bởi Järvi.